# TELE+
TELE+ è stata una piattaforma televisiva a pagamento per la televisione analogica terrestre fornita da Telepiù S.p.A. e destinata al mercato televisivo italiano.
È stata la prima piattaforma televisiva a pagamento e, più in generale, la prima offerta di pay TV in Italia.

## Storia

### 1990: il lancio
La piattaforma inaugurò le proprie trasmissioni il 9 agosto 1990, con la nascita del canale TELE+1, che inizialmente trasmetteva in chiaro, per alcune ore al giorno, film in onda in quel periodo sulle reti Fininvest senza interruzioni pubblicitarie.
Il 16 ottobre TELE+ estende la propria offerta lanciando i canali TELE+2, dedicato allo sport, e TELE+3, dedicato a cultura e intrattenimento, sempre in chiaro. Il lancio del servizio a pagamento venne preceduto da una massiccia campagna pubblicitaria, sia sulle reti televisive nazionali sia sulle stesse reti TELE+. Non esistendo in commercio televisori che implementassero al proprio interno lo standard utilizzato per decriptare il segnale televisivo, per poter fruire del servizio a pagamento era necessario un apposito dispositivo, chiamato decoder, il quale, collegato all'apparecchio televisivo, svolgeva la funzione di decriptare il segnale proveniente dall'antenna. Il decoder veniva fornito in comodato d'uso ai sottoscrittori dell'abbonamento.
Il 16 ottobre 1990 le reti TELE+ lanciano il proprio servizio di teletext, diventando così fra le prime emittenti televisive nazionali private a dotarsi del servizio: su TELE+1, nei cartelli che precedevano alcuni film, venivano indicati i sottotitoli accessibili alla pagina 777, come già da alcuni anni prima avveniva sulle tre reti Rai. Oltre ai sottotitoli, il teletext delle reti TELE+ (dal 1994 al 31 agosto 1997, denominato VIDEOPIU') offriva i palinsesti, le trame dei film, le informazioni sui programmi sportivi, le informazioni per abbonarsi, le frequenze e i servizi utili agli abbonati. Il servizio di teletext venne chiuso il 30 aprile 2003 (rimase, fino all'inizio del 2004, un cartello a pagina 100 che invitava i telespettatori a consultare la guida elettronica ai programmi - l'EPG - e il sito internet), tre mesi prima della cessione delle reti a Sky.
Il 1º giugno 1991 le trasmissioni di TELE+1 vengono criptate in Irdeto, e quindi rese visibili solo agli abbonati al servizio; la stessa sorte toccherà anche a TELE+2 il 29 giugno 1992.
Nel giugno del 1993 TELE+ e la Lega Calcio stipulano un accordo per trasmettere a pagamento e in diretta un posticipo della Serie A, la domenica alle 20:30, e un anticipo della Serie B, il sabato alle 20:30. Il 29 agosto 1993, in occasione della prima giornata del campionato di Serie A 1993-1994, alle 21 viene trasmessa, per la prima volta in Italia, una partita di calcio in diretta a pagamento. Nello stesso periodo, la direzione della redazione sportiva di TELE+2 viene affidata ad Aldo Biscardi che porta sulla rete Il processo di Biscardi, prima trasmesso da Rai 3.

### 1995: il rilancio
Nel 1995 un nuovo socio sudafricano di TELE+, Johann Rupert, già proprietario di pay TV in Europa e in Sudafrica, cerca di rilanciare la piattaforma: vengono firmati nuovi accordi con le major hollywoodiane per arricchire il magazzino cinematografico, e nuove risorse economiche sono destinate alla copertura delle partite di calcio di Serie A e Serie B, con la finalità di rendere più attraenti tali eventi. A partire dal 1º aprile 1995 anche parte della programmazione di TELE+3 viene criptata e, in seguito a un accordo con MTV Networks Europe, a partire dal 21 giugno 1995, il terzo canale inizia a trasmettere non criptato, per 13 ore al giorno, MTV Europe. A causa di impedimenti legislativi, verso la fine del 1996 verranno poi criptate 6 delle 13 ore di programmazione dell'edizione europea di MTV.
Il 3 gennaio 1996 viene lanciata su Hot Bird 1 DStv, l'offerta via satellite di TELE+.
Tra il 30 e il 31 agosto 1997 i canali televisivi TELE+1 e TELE+2 vengono sostituiti da, rispettivamente, TELE+ Nero e TELE+ Bianco, mentre TELE+3 viene sostituito da Vetrina D+ (destinato alla promozione del servizio satellitare, rinominato dapprima Telepiù Satellite e poi D+), le cui frequenze vennero però cedute entro il 31 dicembre 1997 a TMC, TMC 2 e Rete A. TELE+ Nero e TELE+ Bianco avevano una programmazione generalista, dove venivano trasmessi più di 100 film al mese in anteprima assoluta, serie televisive, il calcio italiano con le migliori partite delle squadre TELE+ di Serie A (partite di Juventus, Inter, Milan, Atalanta, Bari, Bologna, Brescia, Perugia, Reggina, Hellas Verona e Vicenza), Serie B (partite di Genoa, Torino, Cagliari, Chievo, Empoli, Ternana, Treviso, Salernitana, Cosenza, Pescara, Piacenza, Pistoiese, Ravenna e Monza), Serie C (partite di Catania, Livorno e Messina) ― le restanti partite su TELE+ Calcio sul satellite ― e la Supercoppa italiana, il calcio europeo con la UEFA Champions League, la Premier League, la Primera División, la Bundesliga e la Division 1, il football NFL, il basket NBA, la Formula 1, il rally, i kart e il Ferrari Challenge. Risulta subito chiara la politica della nuova gestione di Vivendi: puntare tutto sulla piattaforma satellitare D+ sprecando meno risorse possibili per quella terrestre, in quanto la tecnologia digitale satellitare offriva capacità trasmissive superiori rispetto a quella analogica terrestre, anche considerando le poche frequenze libere e che la legislazione italiana concedeva soltanto a pochi canali la possibilità di trasmissione nazionale. Il 31 dicembre 1997 Vetrina D+ termina le trasmissioni terrestri per continuarle solo sul satellite. Nonostante la politica di Vivendi sia volta a promuovere maggiormente l'offerta satellitare, alla fine del decennio gli abbonati a TELE+ sono ancora la maggioranza, 1.100.000 contro i 400.000 di D+. Negli ultimi anni di vita della piattaforma, però, si assiste ad un'inversione di tendenza: grazie anche allo stop alla produzione di abbonamenti analogici terrestri a favore di quelli digitali satellitari, nel 2003 Telepiù S.p.A. contava un totale di 1.800.000 abbonati, di cui 1.620.000 (il 90%) in tecnologia digitale attraverso TELE+ Digitale, mentre i restanti 180.000 (il 10%) in tecnologia analogica attraverso TELE+.
Nell'ambito di sperimentazione della tecnologia digitale terrestre, limitatamente alle città di Palermo, Brescia e La Spezia, TELE+ lanciò il pacchetto Premium Gold, che comprendeva quattro delle cinque reti TELE+ (TELE+ Bianco, TELE+ Nero, TELE+ Grigio e TELE+ 16:9), il servizio pay-per-view Palco ed i seguenti canali tematici: Eurosport, RaiSat Ragazzi, Happy Channel e Planete.

### 2002-2003: l'acquisizione da parte di News Corporation e la chiusura
Nel 2002, dopo aver acquisito la maggioranza del capitale azionario di Stream S.p.A., News Corporation compra Telepiù S.p.A. dalla francese Vivendi per un totale di 900 milioni di euro, dando il via alla fusione tra i due provider di pay TV italiani.
Nel marzo del 2003 la Commissione europea autorizza la fusione tra Telepiù S.p.A. e Stream S.p.A. dalla quale sarebbe nata Sky Italia S.r.l., le cui trasmissioni sarebbero ufficialmente iniziate il 31 luglio. Allo scadere della mezzanotte di tale data, infatti, la sorella TELE+ Digitale è confluita assieme al servizio satellitare di Stream TV nella nascente Sky Italia, lasciando a quest'ultima tutti i loro abbonati e molti dei servizi televisivi presenti sulle rispettive piattaforme, mentre i servizi analogico terrestre di TELE+ e digitale via cavo di Stream TV cessano di esistere.
Le frequenze terrestri di TELE+ vengono vendute a Tarak Ben Ammar ed Eurosport. Le frequenze in precedenza utilizzate da TELE+ Nero vengono riutilizzate da Prima TV per la creazione di un multiplex per la trasmissione del segnale digitale terrestre, mentre sulle frequenze in precedenza utilizzate da TELE+ Bianco nasce il nuovo canale Sportitalia.

## Canali televisivi offerti dalla piattaforma
| Logo | Nome         | Inizio trasmissioni | Fine trasmissioni | Contenuti                                   | Note                                                                    |
| ---- | ------------ | ------------------- | ----------------- | ------------------------------------------- | ----------------------------------------------------------------------- |
|      | TELE+1       | 9 agosto 1990       | 30 agosto 1997    | Cinema                                      | Sostituito da TELE+ Nero                                                |
|      | TELE+2       | 16 ottobre 1990     | 30 agosto 1997    | Sport                                       | Sostituito da TELE+ Bianco                                              |
|      | TELE+3       | 16 ottobre 1990     | 31 agosto 1997    | Cultura e intrattenimento                   | Sostituito da Vetrina D+ (sul terrestre) e TELE+ Grigio (sul satellite) |
|      | TELE+ Nero   | 30 agosto 1997      | 31 luglio 2003    | Vari                                        | Sostituito alla chiusura da SKY Cinema 1                                |
|      | TELE+ Bianco | 30 agosto 1997      | 31 luglio 2003    | Vari                                        | Sostituito alla chiusura da SKY Sport 1                                 |
|      | TELE+ Grigio | 31 agosto 1997      | 31 luglio 2003    | Vari                                        | -                                                                       |
| -    | Vetrina D+   | 31 agosto 1997      | 31 dicembre 1997  | Promozione della piattaforma satellitare D+ | -                                                                       |

## Diritti televisivi del calcio

TELE+ sponsor di maglia del nel campionato di Serie A 2000-2001

### 1993-1996: i posticipi criptati su TELE+
Il contratto stipulato nel 1993 tra la Lega Calcio e Telepiù stabilisce che per tre stagioni, dal campionato 1993-1994 al campionato 1995-1996, il canale TELE+2 trasmetta una gara del massimo campionato di calcio italiano, generalmente il posticipo alle 20:30 della domenica, per ciascuna delle prime 28 giornate (negli ultimi sei turni non vi era tale posticipo per garantire la regolarità della fase finale del torneo). Le gare erano visibili tramite un decoder solo ai sottoscrittori dell'abbonamento, semestrale o annuale. Il contratto consentiva alla pay TV di scegliere, all'inizio della stagione, quale gara trasmettere in ciascuna delle prime 28 giornate, ma rispettando alcuni vincoli fra i quali un numero minimo di 2 e massimo di 5 passaggi televisivi per ognuna delle 18 squadre e l'impossibilità di trasmettere, nel girone di ritorno, le stesse gare del girone di andata (questo vincolo fu poi abolito da una successiva rinegoziazione e fu anche aumentato a 6 il numero massimo di passaggi televisivi per i grandi club). Tutte le altre gare del campionato potevano essere trasmesse, come nel passato, solo in casi eccezionali e solo in chiaro dalla Rai (recuperi infrasettimanali di partite precedentemente rinviate ed anticipi dettati da impegni delle squadre nelle competizioni internazionali, purché non coincidenti con le gare prescelte da TELE+ a inizio stagione, nonché gli spareggi di fine campionato).

### 1996-1999: il monopolio di TELE+ sul satellite
Nel 1996 Telepiù S.p.A. inaugura la sua piattaforma satellitare DStv (rinominata prima Telepiù Satellite, poi D+ e infine TELE+ Digitale) e si accorda con la Lega Calcio per la copertura pressoché totale della Serie A. Per tre stagioni, dal campionato 1996-1997 al campionato 1998-1999, la nuova piattaforma offriva quindi tutte le partite di Serie A, e non più solo i posticipi. Era possibile abbonarsi all'intero campionato oppure alle partite di una singola squadra o anche, attraverso la pay-per-view Palco, acquistare le singole partite. Solo gli spareggi di fine campionato, se giocati in gara unica in campo neutro, restavano fuori dall'offerta di TELE+. I diritti per la trasmissione in diretta di questi spareggi venivano venduti di volta in volta dalla Lega.

### 1999-2003: il duopolio di TELE+ e Stream TV
Dal 1999-2000 furono introdotti i diritti soggettivi: non era più la Lega Calcio a trattare con le televisioni, bensì ciascuna società di calcio, che poteva gestire in autonomia i diritti televisivi delle gare casalinghe. Il campionato di calcio diventava così teatro della concorrenza fra due piattaforme satellitari: a TELE+ Digitale si opponeva la nuova Stream TV del magnate australiano Rupert Murdoch. Per quattro stagioni, dal campionato 1999-2000 al campionato 2002-2003, il torneo era infatti visibile in parte su TELE+ e in parte su Stream. Per seguire anche solo la propria squadra del cuore, il tifoso doveva abbonarsi ad entrambe le piattaforme, che oltretutto utilizzavano due decoder differenti (tranne negli ultimi anni di concorrenza, in cui furono costrette a mettere a disposizione degli abbonati il decoder unico, ricevitore satellitare compatibile con i sistemi di codifica di entrambe le TV). Nelle prime due stagioni TELE+ aveva un lieve vantaggio: 11 squadre ("capitanate" dalle tre grandi storiche Juventus, Milan ed Inter) contro le 7 di Stream (capeggiate dalle quattro rivali Roma, Lazio, Fiorentina e Parma che, insieme alle altre tre, formavano le cosiddette "sette sorelle" del campionato). Nel campionato 2001-2002 il vantaggio si assottigliò: 10 squadre per TELE+ ed 8 per Stream. Nel campionato 2002-2003 si registrò invece un pareggio, ovvero 9 squadre per ciascuna piattaforma. In quest'ultima stagione il sistema cominciò ad entrare in crisi, con molte società minori che tardarono a vendere i diritti all'una o all'altra emittente, dichiarandosi insoddisfatte delle offerte economiche, provocando addirittura lo slittamento dell'inizio dei campionati. Riguardo agli spareggi, essi erano ora compresi nei diritti televisivi dell'intero campionato (in relazione alle squadre interessate), in quanto ormai si giocavano sia nel girone di andata che in quello di ritorno.

## Abbonamento
Le trasmissioni analogiche di TELE+ erano codificate in Irdeto attraverso il sistema CableCrypt, che toglieva dal segnale video i sincronismi verticali e digitalizzava l'audio.
Tale codifica permetteva anche a chi non disponeva dell'apposito decoder di farsi comunque un'idea del programma televisivo in onda. Contrariamente infatti a quanto avviene per la televisione digitale, sia terrestre che via cavo che satellitare, in cui le immagini e il sonoro sono completamente assenti se non si è abbonati, con TELE+ il sonoro era assente mentre le immagini, seppur distorte nella geometria ed alterate nei colori (pseudo-negativo) in modo variabile nel tempo, rimanevano spesso intelligibili, tanto che con alcuni modelli di televisori dotati di sintonia fine vi era la possibilità, modificandola lentamente, di vedere l'immagine quasi in qualità standard, per quanto il sonoro continuasse a non essere presente.
Per acquistare il decoder e sottoscrivere l'abbonamento, l'utente poteva rivolgersi a uno dei 2.900 punti vendita specializzati e selezionati sul territorio nazionale. Inoltre, TELE+ attivò un servizio telefonico dedicato alla vendita diretta. 
Le modalità di pagamento dell'abbonamento annuale erano molto semplici: la quota mensile per una rete era di 37.000 ₤ (30 € a partire dal 1º gennaio 2002), mentre per due reti era di 44.500 ₤ (37 € a partire dal 1º gennaio 2002), con pagamento in un'unica soluzione oppure al bimestre, attraverso il bollettino postale recapitato con la fattura o l'addebito sul conto corrente. Il costo del decoder, fornito di presa SCART, ammontava a 199.000 ₤ una tantum.

## Loghi

9 agosto 1990 - 30 agosto 1997
30 agosto 1997 - 31 luglio 2003